# Jazz Orchestra of the Concertgebouw
Het Jazz Orchestra of the Concertgebouw is een Nederlandse jazzband. Sinds het begin van hun bestaan investeert en viert het orkest Dutch Jazz Heritage en verwelkomt het nieuwe generaties van uiteenlopende muzikanten. Jaarlijks touren ze over de hele wereld om op te treden met hedendaagse (jazz)muzikanten van over de hele wereld.
Het Jazz Orchestra of the Concertgebouw won twee Nederlandse Edison Awards en heeft eerder opgetreden in China, Shanghai, Kaapstad, Wenen, Santiago de Chile, Vilnius, Tokyo, Mexico City, Beijing en de Verenigde Staten. De gerenommeerde bigband speelt regelmatig met gastsolisten van wereldklasse, waaronder Toots Thielemans, Christian Scott, Roy Hargrove, Patti Austin, Oleta Adams, Kurt Elling, José James, Dr. Lonnie Smith en nationale artiesten zoals Ruben Hein, Trijntje Oosterhuis en Sabrina Starke.

## Geschiedenis
Het Jazz Orchestra of the Concertgebouw is ontstaan uit de New Concert Bigband, opgericht in 1996 door Henk Meutgeert (piano/dirigent), Frans van Geest (bas) en Hans Dekker (drums). Samen met een selectie van jonge muzikanten uit die tijd creëerden ze een 'all star'-opstelling met Jesse van Ruller (winnaar van de Thelonious Monk Competition) op gitaar, Jan Menu, Sjoerd Dijkhuizen, Benjamin Herman, Allard Buwalda en Juan Martinez op rieten, Jelle Schouten, Rini Swinkels, Angelo Verploegen, Ruud Breuls en Menno Daams (trompetten), Martijn Sohier, Jeroen Rol, Joan Reijnders en Martien de Kam (trombones). De eerste concerten werden gehouden in het voorjaar van 1996 en in december van dat jaar begon de band met een reeks concerten om de twee weken in het Bimhuis. Deze serie duurde tot april 2013 en er werden meer dan 150 concerten gegeven in het Bimhuis. Elk concert bevatte een geheel nieuw programma, vaak met solisten uit een breed scala aan muzikale richtingen.
De band werkte in het Bimhuis samen met Amsterdamse muzikanten zoals Misha Mengelberg, Han Bennink, Wolter Wierbos en Willem Breuker. Ack van Rooyen, Toon Roos, Michiel Borstlap, Yuri Honing, Eric Vloeimans, Cees Slinger, Rein de Graaff en de Nederlandse grand dames van jazz Rita Reys en Greetje Kauffeld kregen hun eigen composities in nieuwe arrangementen van Henk Meutgeert en Rob Horsting. Maar het orkest werkte ook samen met internationale sterren zoals Georgie Fame, Roy Hargrove, Roberta Gambarini, Tom Harrell, Jimmy Heath, Dr. Lonnie Smith, Stian Carstensen, Chris Potter, Lee Konitz, Bert Joris, Dave Pike en nog veel meer.
Sinds 1999 draagt het orkest, op initiatief van de toenmalige directeur Martijn Sanders, de naam van het Koninklijk Concertgebouw, de enige concertzaal ter wereld die, naast een klassiek orkest, ook een jazzorkest aan haar naam heeft verbonden. Het eerste optreden van het Jazz Orchestra of the Concertgebouw was met Joe Henderson in 1997, gevolgd door concerten met Toots Thielemans, Monty Alexander, Chick Corea, Jessye Norman, Joe Lovano, Johnny Griffin, George Coleman, Elvin Jones, McCoy Tyner, Benny Golson, Christian Scott, José James, Patti Austin en nog veel meer. Henk Meutgeert was de chef-dirigent van de band vanaf het begin in 1996 tot 2014. In 2015 werd hij opgevolgd door Dennis Mackrel (voormalig Count Basie-drummer, Vanguard Jazz Orchestra en Maria Schneider).

## Concerten
Het Jazz Orchestra is vaste bespeler van de grote zaal van het Concertgebouw. Daarnaast treedt het orkest regelmatig op in het Amsterdamse Bimhuis. Verder speelt het regelmatig op andere jazzfestivals en theaters, in zowel binnen als buitenland. Zo bezoekt het het orkest regelmatig het grote jazzfestival in Jakarta en bezoekt het met enige regelmaat Zuid-Amerika, de VS, China en verschillende Europese landen.

## Discografie
- Sunday Nights in Amsterdam (2005)
- Silk Rush (2008)
- Tribute To Ray Charles (2008)
- Riffs ’n Rhythms (2008)
- Blues for the Date (2010)
- Jazzism (2010)
- Scribblin’ (2012)
- I Didn't Know What Time It Was (2018)
- Crossroads (2019)
- The Jazz Influencers (2020)
- Threnody (2022)
- The Second Time Around (2025)

## Prijzen
- Crossroads, winnaar Edison Jazz&World 2019
- Blues for the Date, winnaar Edison Jazz&World 2010